# Свиняча голова

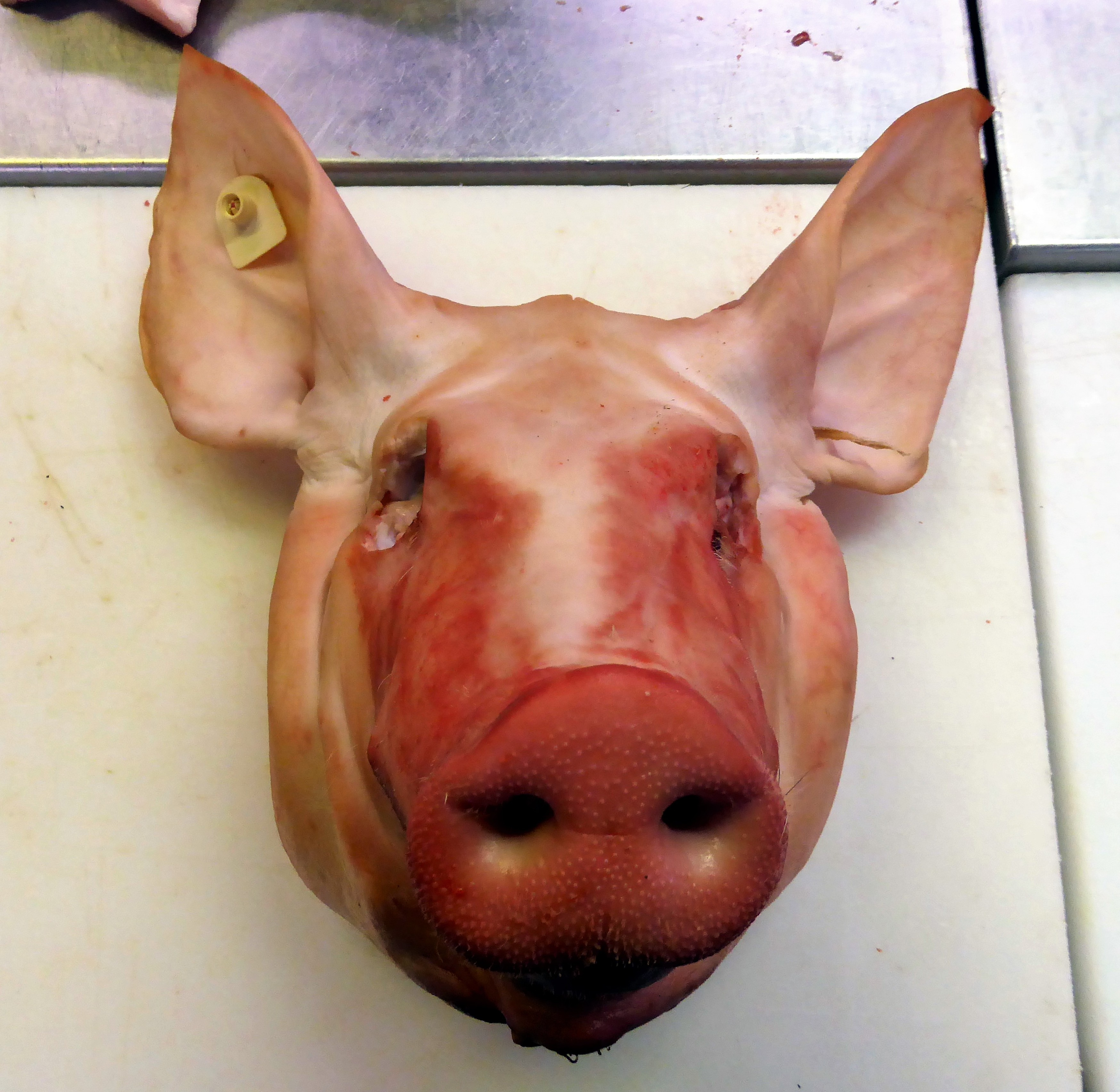
Свиняча голова

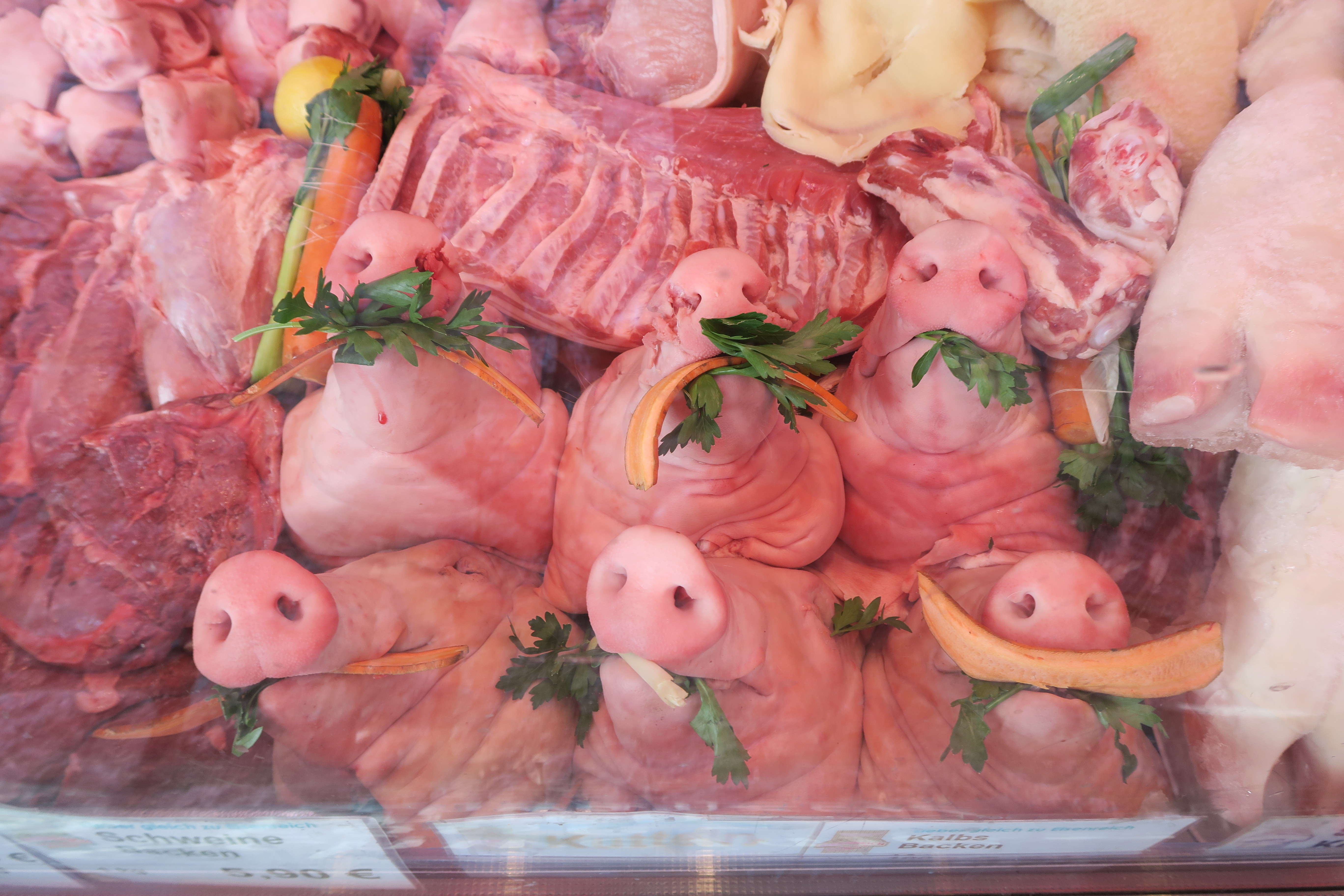
Свинячі голови на вітрині м'ясної крамниці на мюнхенському Віктуаліенмаркті

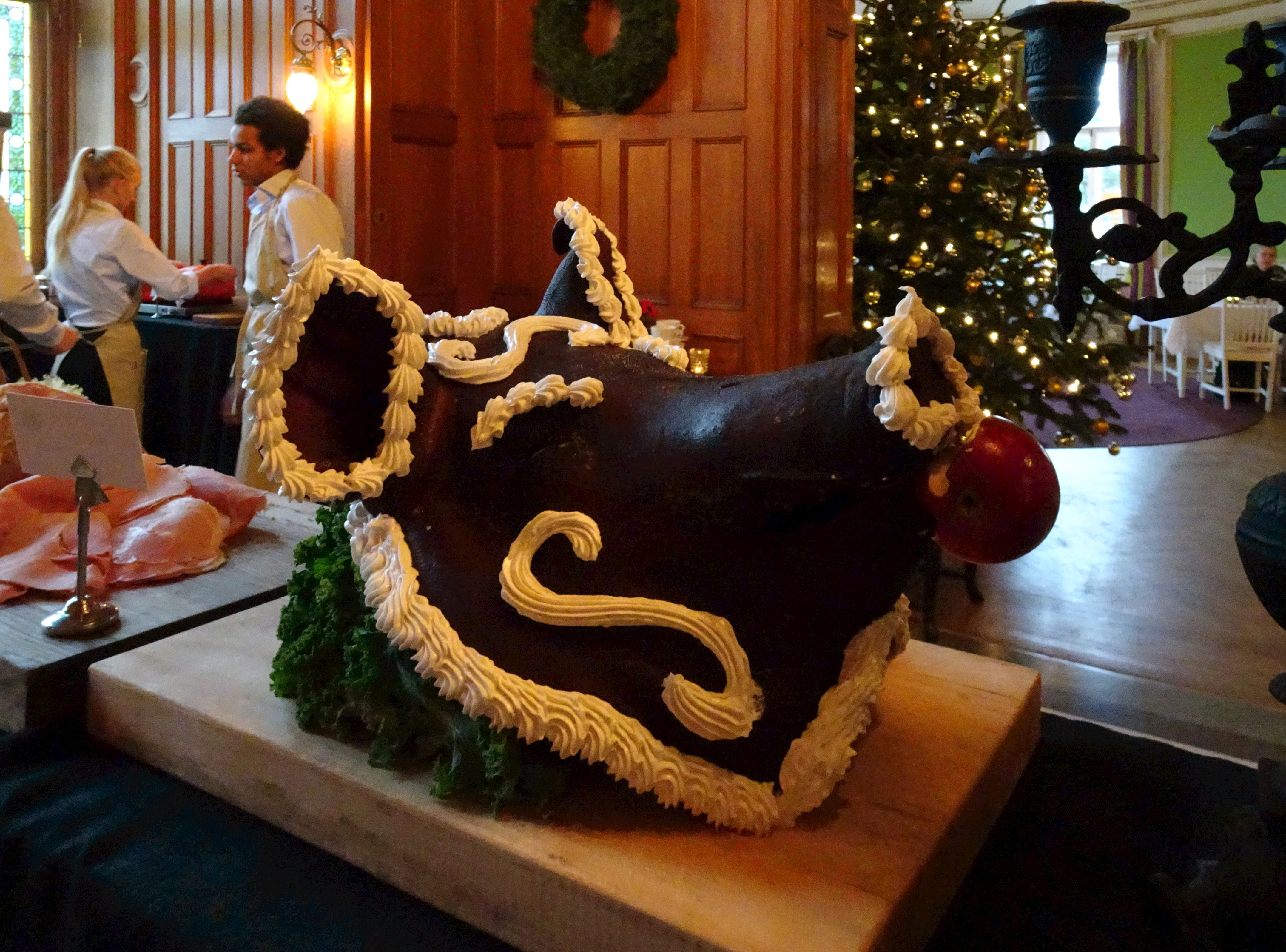
Свиняча голова в прикрасі шведського столу

Свиняча голова — одержуваний при переробці свиней м'ясо-кістковий субпродукт без язика і мозку, з її складовими частинами: шкірою, м'язовою тканиною, жиром і кістками.

## У кухнях світу
Зі свинячих голів готують холодці, в німецькій та українській кухні свинячу голову відварюють з корінням і прянощами, відокремлене від кісток м'ясо подають з хріном. У німецькій та західнослов'янських кухнях з м'ясного обрізу свинячих і яловичих голів готують рулети, зельці і сальтисони. Оброблену нітритною сіллю або копчену делікатесну щоковину на півночі Німеччини подають до грюнколю. У деяких азіатських кухнях делікатесом вважаються свинячі вуха, для приготування яких є багато різноманітних рецептів, а в Болгарії відварені та підсмажені на грилі свинячі вуха подають на закуску до пива, в Іспанії свинячі вуха смажать із часником. У європейській традиції смажені чи запечені свинячі голови з лимоном, овочами чи фруктами в пащі часто встановлювали цілком на святкові столи як прикраси.
У радянському виданні «Бібліотека кухаря» 1960 року наводиться рецепт відвареного м'яса свинячої голови в білому соусі з морквою, ріпою та солоними огірками. 

## Особливості обробки
На м'ясокомбінатах після оброблення туші в цеху забою та відділення вух, щоковин та язика свинячі голови надходять у субпродуктовий цех, де проводять очищення від щетини на спеціальних машинах центрифугах та вручну та подальша опалка. Промиті свинячі голови розрубують уздовж на дві половини за допомогою спеціальної машини або сікача так, щоб не пошкодити мозок та гіпофіз. Якщо голову не розрубують, то мозок та гіпофіз витягають через потиличний отвір за допомогою спеціальних щипців «гіпоекстрактора» або на спеціальному верстаті. Обвалка свинячих голів проводиться вручну на стаціонарному або конвеєрному столі і полягає у відділенні губ, видаленні м'яса з верхньої та нижньої щелеп та зачистці залишків м'яса. Зважаючи на велику трудомісткість обвалки голів при відносно невеликому виході м'яса, свинячі голови, призначені для роздрібної торгівлі, підприємств громадського харчування та звірогосподарств, не обвалюються.